# Departamento de San Marcos
San Marcos, oficialmente el Departamento de San Marcos, es uno de los veintidós departamentos que conforman la República de Guatemala, situado en la región suroccidental del país. Su extensión territorial es de 3.791 kilómetros cuadrados. Limita al norte con Huehuetenango, al sur con el océano Pacífico y Retalhuleu, al este con Quetzaltenango; y al oeste con el estado mexicano de Chiapas. La cabecera departamental se encuentra a una distancia de 252 kilómetros de la Ciudad de Guatemala.
En septiembre de 1897, luego del fracaso de la Exposición Centroamericana y la grave crisis económica que afrontaba Guatemala tras la caída del precio internacional del café y de la plata, un grupo de revolucionarios tomó las armas con el fin de apoderarse de varias instituciones y evitar que el gobernante siguiera en el poder; el 7 de septiembre, día en que estalló la revolución, los alzados avanzaron contra San Marcos, tomando la cabecera. El 15 de septiembre las fuerzas revolucionarias proclamaron su victoria y tomaron Ocós, Colomba y Coatepeque, pero el 4 de octubre el ejército contraatacó y retomó el control dando fin a la revolución. El presidente Reina Barrios era originario de San Marcos, y en represalia el 23 de octubre de 1897 trasladó la cabecera del departamento a San Pedro Sacatepéquez.
El 25 de octubre de 1902, la región fue destruida por la erupción del volcán Santa María. El 8 de noviembre de 2012 el poblado sufrió un fuerte terremoto que dañó el occidente de Guatemala y afectó severamente la infraestructura de la localidad.

## Geografía física

### Hidrografía
La costa sur de este departamento es bañada por las aguas del Océano Pacífico, y sus tierras son irrigadas por varios ríos, siendo los más importantes: El Suchiate, Cabuz, Naranjo, Nahuatán, Tilapa, Meléndrez, Coatán y Cuilco. Otros ríos son: Cabajchum, Calapté, Cancelá, Chapalá, Chisna, Cutzulchimá, Ixbén, Ixpil, Negro, Salá y Sosi.
En el municipio de Tajumulco se encuentra la catarata del río Cutzulchimá, que tiene una altura de 60 metros.
El sureño municipio de La Blanca, cuenta con la Reserva Biológica de Manchón Guamuchal, un ecosistema importante que sirve de refugio para la conservación de una gran variedad de especies de vegetales, como el manglar; y de animales acuáticos y aves migratorias que lo utilizan como un lugar de paso y descanso.

### Orografía
El departamento de San Marcos se caracteriza por un clima generalmente templado, aunque posee una variedad de climas debido a su topografía. En la costa sur, el terreno es plano, por lo que el clima es cálido, como en el municipio de Ocós a 3 msm; en el altiplano por la altura, el clima es frío, como en el municipio de Ixchiguán a 3200 msm. Sin embargo, su suelo es naturalmente fértil, inmejorable para una gran variedad de cultivos.
La Sierra Madre penetra a Guatemala por el vértice de Niquihuil que recorre la parte norte del departamento. Dentro de la misma están los Volcanes de San Antonio, con elevación de 3.033 metros; el Tacaná, con 4.092 metros; y el Tajumulco, el más alto de Centroamérica, con 4.220 metros. Por ellos, San Marcos es conocido en el ámbito literario como el "lugar donde amanecen los volcanes".
Las tierras situadas al sur de la cordillera son casi planas y el clima templado, con excepción de las que abarcan la costa, zona riquísima destinada preferentemente al cultivo del café.

### Zonas de vida vegetal
Este departamento por la topografía del terreno posee diversidad de climas y por ende sus zonas de vida son diversas, se identifican siete zonas de vida bien definidas:
- bs-S Bosque Seco Subtropical
- bh-S(t) Bosque Húmedo Subtropical Templado
- bh-S(c) Bosque Húmedo Subtropical Cálido
- bmh-S(c) Bosque Muy Húmedo Subtropical Cálido
- bh-MB Bosque Húmedo Montano Bajo Subtropical
- bmh-MB Bosque Muy Húmedo Montano Bajo Subtropical
- bmh-M Bosque Muy Húmedo Montano Subtropical.

### Vías de comunicación
En este departamento se localizan las siguientes Carreteras: Ruta Nacional 1, Ruta Nacional 6-W, Ruta Nacional 12-S y la Interamericana CA-2 que, partiendo de la ciudad Tecún Umán, municipio de Ayutla, frontera con México, y recorriendo la zona costera del país, al llegar a Escuintla, por la carretera interoceánica, el departamento se comunica con la ciudad capital. 
También existen roderas, veredas y caminos vecinales de terracería en el departamento, que sirven de comunicación entre poblados vecinos.
Existen además las vías y estaciones del ferrocarril en la parte fronteriza con México, sobre todo en los municipios de Ayutla, Pajapita y Ocós; las mismas se encuentran en abandono desde la década de 1990. Este departamento tiene además vías de comunicación marítimas a través del Puerto de Ocós.

### Ubicación geográfica
|                                  | Norte: Huehuetenango, departamento de Guatemala              |                                                                  |
| Oeste: Chiapas, estado de México |                                                              | Este: Quetzaltenango, departamento de Guatemala                  |
|                                  | Sur: Retalhuleu, departamento de Guatemala · Océano Pacífico | Sureste: Quetzaltenango y Retalhuleu, departamentos de Guatemala |

## Demografía
A continucación se presenta una lista de datos demográficos recolectados en base al censo del 2018, en donde se destacan tres pilares, como lo son la Población, Vivienda y Educación del Departamento de San Marcos.
 San Marcos  cuenta con un total de 1,032,277 habitantes registrados según los datos del Censo 2018 y para el 2024 se estima un poco más de 1,200,000 personas en el departamento.
| Gráfica de evolución demográfica de Departamento de San Marcos entre 1880 y 2024                           |
| |
| Población de los censos y conteos del Instituto Nacional de Estadística de Guatemala (INE) de 1880 a 2024. |

### División política

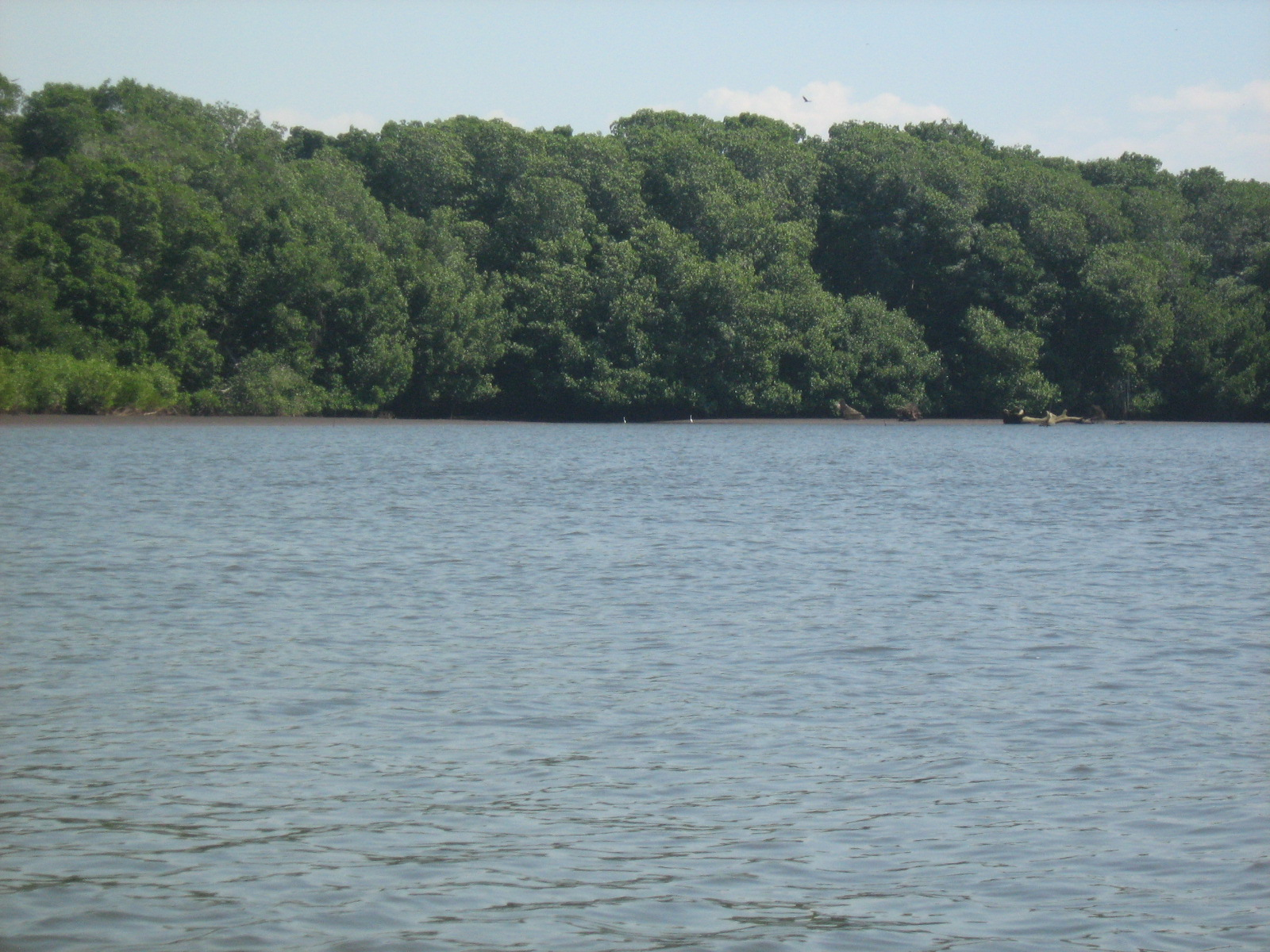
Reserva Biológica Manchón-Guamuchal, La Blanca, San Marcos.

El departamento de San Marcos se encuentra dividido en treinta municipios que son:

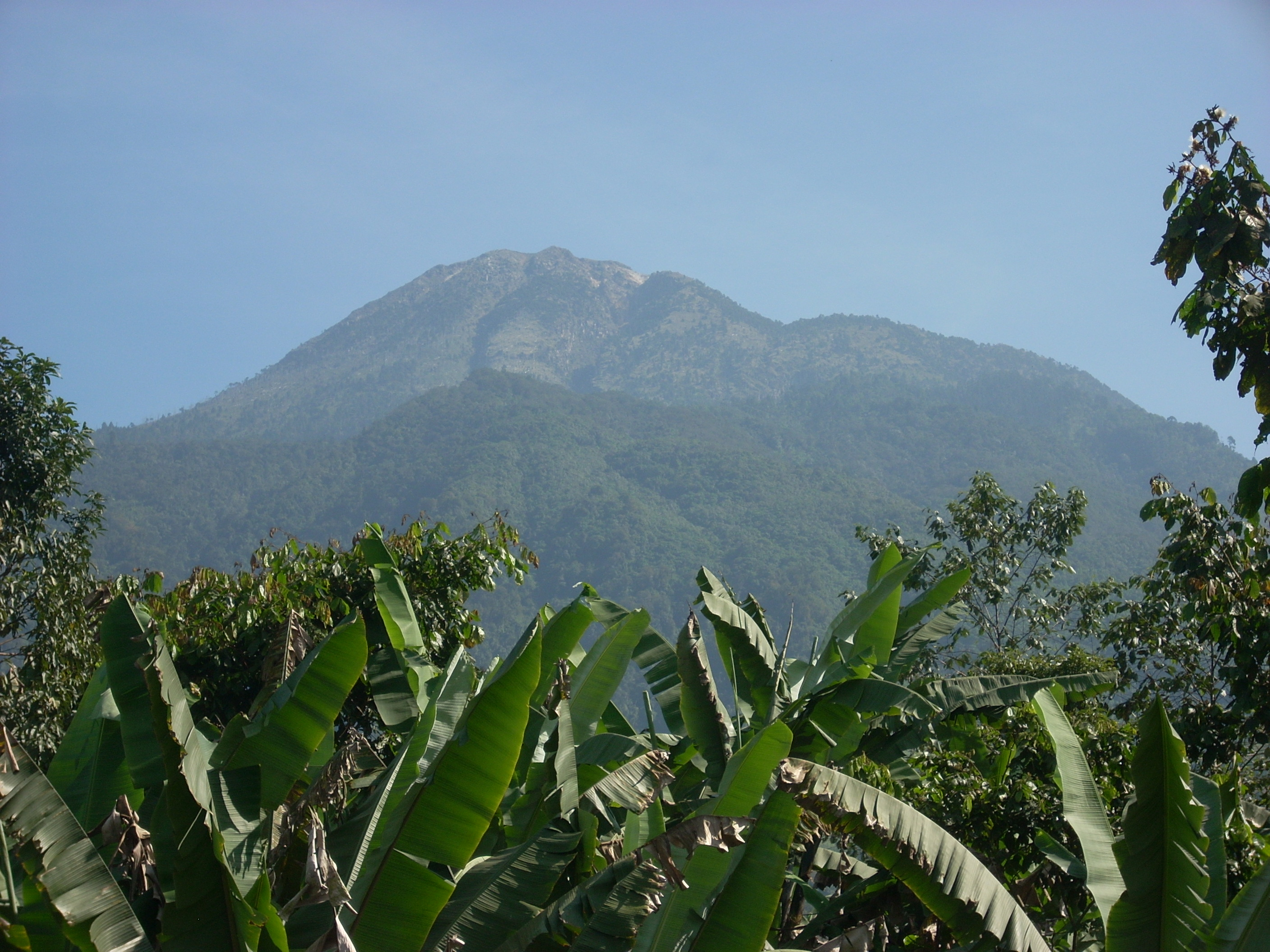
El volcán Tajumulco, es el punto más elevado de América Central, con 4.220

| 1. San Marcos (San Marcos) 2. Ayutla 3. Catarina 4. Comitancillo 5. Concepción Tutuapa 6. El Quetzal 7. El Rodeo 8. El Tumbador 9. Ixchiguán 10. La Reforma 11. Malacatán 12. Nuevo Progreso 13. Ocós 14. Pajapita 15. Esquipulas Palo Gordo 16. San Antonio Sacatepéquez 17. San Cristóbal Cucho 18. San José Ojetenam 19. San Lorenzo 20. San Miguel Ixtahuacán 21. San Pablo 22. San Pedro Sacatepéquez 23. San Rafael Pie de la Cuesta 24. Sibinal 25. Sipacapa 26. Tacaná 27. Tajumulco 28. Tejutla 29. Río Blanco 30. La Blanca |

### Población de San Marcos según municipio
| N. | Municipio                   | Población (2018) |
| -- | --------------------------- | ---------------- |
| 1  | Malacatán                   | 92,816           |
| 2  | San Pedro Sacatepéquez      | 79,158           |
| 3  | Tacaná                      | 75,788           |
| 4  | Concepción Tatuapa          | 68,148           |
| 5  | Comitancillo                | 59,489           |
| 6  | Tajumulco                   | 50,907           |
| 7  | San Pablo                   | 48,937           |
| 8  | San Miguel Ixtahuacán       | 47,301           |
| 9  | 'San Marcos'                | 47,063           |
| 10 | El Tumbador                 | 44,395           |
| 11 | Tejutla                     | 38,669           |
| 12 | Ayutla Tecún Umán           | 37,049           |
| 13 | Nuevo Progreso              | 30,067           |
| 14 | Catarina                    | 30,014           |
| 15 | La Blanca                   | 29,112           |
| 16 | El Quetzal                  | 23,511           |
| 17 | Ixchinguán                  | 22,375           |
| 18 | Pajapita                    | 21,725           |
| 19 | Sipacapa                    | 20,178           |
| 20 | San Antonio Sacatepéquez    | 19,100           |
| 21 | San José Ojetenam           | 19,009           |
| 22 | La Reforma                  | 17,918           |
| 23 | San José El Rodeo           | 17,881           |
| 24 | San Rafael Pie de la Cuesta | 17,139           |
| 25 | San Cristóbal Cucho         | 16,619           |
| 26 | Sibinal                     | 15,733           |
| 27 | San Lorenzo                 | 13,125           |
| 28 | Esquipulas Palo Gordo       | 12,892           |
| 29 | Ocós                        | 10,841           |
| 30 | Río Blanco                  | 5,318            |
| -  | San Marcos                  | 1,032,277        |

## Desarrollo
El informe de desarrollo humano publicado en 2022, La celeridad del cambio, una mirada territorial del desarrollo humano 2002 – 2019, donde se observó el cambio y el avance que ha habido en el país entre 2002 y 2019. El Departamento de San Marcos se ubicó en el decimoquinto puesto entre los 22 departamentos del país. San Marcos tenía un desarrollo en 2002 de 0,511 a 0,624 que posee actualmente. San Marcos posee 3 municipios en IDH Alto (Incluyendo a San Rafael Pie de la Cuesta), 26 municipios con IDH Medio y 2 municipios con IDH Bajo. 'San Marcos' el más alto con 0,738 mientras Tajumulco es el más bajo con 0,545
| N. | Municipio                   | IDH 2018 | IDH 2002 |
| -- | --------------------------- | -------- | -------- |
| 1  | 'San Marcos'                | 0,739    | 0,659    |
| 2  | San Pedro Sacatepéquez      | 0,718    | 0,623    |
| 3  | San Rafael Pie de la Cuesta | 0,692    | 0,582    |
| 4  | Río Blanco                  | 0,670    | 0,562    |
| 5  | Esquipulas Palo Gordo       | 0,669    | 0,554    |
| 6  | Ayutla Tecún Umán           | 0,654    | 0,566    |
| 7  | Pajapita                    | 0,653    | 0,542    |
| 8  | San Lorenzo                 | 0,650    | 0,522    |
| 9  | San Antonio Sacatepéquez    | 0,646    | 0,534    |
| 10 | Catarina                    | 0,639    | 0,536    |
| 11 | San José El Rodeo           | 0,637    | 0,521    |
| 12 | Tejutla                     | 0,631    | 0,545    |
| 13 | Nuevo Progreso              | 0,625    | 0,513    |
| 14 | San Pablo                   | 0,624    | 0,518    |
| 15 | La Reforma                  | 0,622    | 0,518    |
| 16 | Sibinal                     | 0,622    | 0,488    |
| 17 | El Quetzal                  | 0,615    | 0,510    |
| 18 | El Tumbador                 | 0,612    | 0,509    |
| 19 | Malacatán                   | 0,609    | 0,491    |
| 20 | Ocós                        | 0,609    | 0,505    |
| 21 | San Cristóbal Cucho         | 0,608    | 0,503    |
| 22 | La Blanca                   | 0,597    | 0,491    |
| 23 | Tacaná                      | 0,590    | 0,463    |
| 24 | Ixchinguán                  | 0,587    | 0,476    |
| 25 | Comitancillo                | 0,586    | 0,447    |
| 26 | San Miguel Ixtahuacán       | 0,585    | 0,449    |
| 27 | Sipacapa                    | 0,584    | 0,450    |
| 28 | San José Ojetenam           | 0,580    | 0,445    |
| 29 | Concepción Tatuapa          | 0,545    | 0,405    |
| 30 | Tajumulco                   | 0,542    | 0,428    |
| -  | San Marcos                  | 0,624    | 0,511    |

|    |                             | IDH Según Indicadores | IDH Según Indicadores | IDH Según Indicadores |
| N. | Municipio                   | Salud                 | Educación             | Nivel de Vida         |
| -- | --------------------------- | --------------------- | --------------------- | --------------------- |
| 1  | 'San Marcos'                | 0,913                 | 0,629                 | 0,702                 |
| 2  | San Pedro Sacatepéquez      | 0,904                 | 0,598                 | 0,686                 |
| 3  | San Rafael Pie de la Cuesta | 0,892                 | 0,570                 | 0,653                 |
| 4  | Río Blanco                  | 0,870                 | 0,575                 | 0,602                 |
| 5  | Esquipulas Palo Gordo       | 0,877                 | 0,548                 | 0,625                 |
| 6  | Ayutla Tecún Umán           | 0,843                 | 0,510                 | 0,561                 |
| 7  | Pajapita                    | 0,833                 | 0,521                 | 0,640                 |
| 8  | San Lorenzo                 | 0,827                 | 0,558                 | 0,594                 |
| 9  | San Antonio Sacatepéquez    | 0,861                 | 0,525                 | 0,596                 |
| 10 | Catarina                    | 0,799                 | 0,521                 | 0,627                 |
| 11 | San José El Rodeo           | 0,829                 | 0,500                 | 0,623                 |
| 12 | Tejutla                     | 0,816                 | 0,510                 | 0,605                 |
| 13 | Nuevo Progreso              | 0,834                 | 0,478                 | 0,612                 |
| 14 | San Pablo                   | 0,848                 | 0,464                 | 0,616                 |
| 15 | La Reforma                  | 0,833                 | 0,478                 | 0,604                 |
| 16 | Sibinal                     | 0,854                 | 0,490                 | 0,576                 |
| 17 | El Quetzal                  | 0,847                 | 0,450                 | 0,612                 |
| 18 | El Tumbador                 | 0,813                 | 0,461                 | 0,613                 |
| 19 | Malacatán                   | 0,790                 | 0,462                 | 0,620                 |
| 20 | Ocós                        | 0,812                 | 0,453                 | 0,612                 |
| 21 | San Cristóbal Cucho         | 0,864                 | 0,436                 | 0,596                 |
| 22 | La Blanca                   | 0,789                 | 0,433                 | 0,621                 |
| 23 | Tacaná                      | 0,805                 | 0,448                 | 0,568                 |
| 24 | Ixchinguán                  | 0,836                 | 0,435                 | 0,556                 |
| 25 | Comitancillo                | 0,744                 | 0,483                 | 0,559                 |
| 26 | San Miguel Ixtahuacán       | 0,791                 | 0,472                 | 0,537                 |
| 27 | Sipacapa                    | 0,783                 | 0,460                 | 0,553                 |
| 28 | San José Ojetenam           | 0,818                 | 0,421                 | 0,566                 |
| 29 | Concepción Tatuapa          | 0,753                 | 0,409                 | 0,525                 |
| 30 | Tajumulco                   | 0,803                 | 0,372                 | 0,533                 |
| -  | San Marcos                  | 0,829                 | 0,489                 | 0,599                 |

### Población que vive en el departamento según IDH
| N. | Municipio                   | IDH 2018 | Población | Según Desarrollo |
| -- | --------------------------- | -------- | --------- | ---------------- |
| 1  | 'San Marcos'                | 0,739    | 47,063    | 143,360          |
| 2  | San Pedro Sacatepéquez      | 0,718    | 79,158    | 143,360          |
| 3  | San Rafael Pie de la Cuesta | 0,692    | 17,139    | 143,360          |
| 4  | Río Blanco                  | 0,670    | 5,318     | 769,862          |
| 5  | Esquipulas Palo Gordo       | 0,669    | 12,892    | 769,862          |
| 6  | Ayutla Tecún Umán           | 0,654    | 37,049    | 769,862          |
| 7  | Pajapita                    | 0,653    | 21,725    | 769,862          |
| 8  | San Lorenzo                 | 0,650    | 13,125    | 769,862          |
| 9  | San Antonio Sacatepéquez    | 0,646    | 19,100    | 769,862          |
| 10 | Catarina                    | 0,639    | 30,014    | 769,862          |
| 11 | San José El Rodeo           | 0,637    | 17,881    | 769,862          |
| 12 | Tejutla                     | 0,631    | 38,669    | 769,862          |
| 13 | Nuevo Progreso              | 0,625    | 30,067    | 769,862          |
| 14 | San Pablo                   | 0,624    | 48,937    | 769,862          |
| 15 | La Reforma                  | 0,622    | 17,918    | 769,862          |
| 16 | Sibinal                     | 0,622    | 15,733    | 769,862          |
| 17 | El Quetzal                  | 0,615    | 23,511    | 769,862          |
| 18 | El Tumbador                 | 0,612    | 44,395    | 769,862          |
| 19 | Malacatán                   | 0,609    | 10,841    | 769,862          |
| 20 | Ocós                        | 0,609    | 92,816    | 769,862          |
| 21 | San Cristóbal Cucho         | 0,608    | 16,619    | 769,862          |
| 22 | La Blanca                   | 0,597    | 29,112    | 769,862          |
| 23 | Tacaná                      | 0,590    | 75,788    | 769,862          |
| 24 | Ixchinguán                  | 0,587    | 22,375    | 769,862          |
| 25 | Comitancillo                | 0,586    | 59,489    | 769,862          |
| 26 | San Miguel Ixtahuacán       | 0,585    | 47,301    | 769,862          |
| 27 | Sipacapa                    | 0,584    | 20,178    | 769,862          |
| 28 | San José Ojetenam           | 0,580    | 19,009    | 769,862          |
| 29 | Concepción Tatuapa          | 0,545    | 68,148    | 119,054          |
| 30 | Tajumulco                   | 0,542    | 50,907    | 119,054          |
| -  | San Marcos                  | 0,624    | 0,624     | 0,624            |

### Demografía
| Parámetro                               | Porcentaje                 | Parámetro                                   | Porcentaje                |
| --------------------------------------- | -------------------------- | ------------------------------------------- | ------------------------- |
| Población femenina                      | 50.64%                     | Población masculina                         | 49.36%                    |
| Población área urbana                   | 21.80%                     | Población área rural                        | 78.20%                    |
| Población indígena                      | 31.28%                     | Población no indígena                       | 68.72%                    |
| Pobreza general                         | 86.70%                     | Pobreza extrema                             | 61.10%                    |
| Densidad poblacional                    | 210 habitantes por km²     | Tasa de natalidad                           | 40.56 por 1000 habitantes |
| Tasa de fecundidad                      | 183.27 por 1000 habitantes | Tasa de mortalidad general                  | 0.59%                     |
| Tasa de mortalidad infantil             | 17.40%                     | Tasa de analfabetismo                       | 4615%                     |
| Tasa de mujeres analfabetas             | 46.15%                     | Tasa de hombres analfabetos                 | 53.85%                    |
| Población económicamente activa         | 31.53%                     | Población económicamente activa mujeres     | 22.45%                    |
| Población económicamente activa hombres | 17.55%                     | Viviendas con servicio de agua              | 53 %                      |
| Viviendas con servicio de drenaje       | 12.26%                     | Viviendas con servicio de energía eléctrica | 59.82%                    |

## Historia

### Época colonial
El señorío de los mam se extendía desde Huehuetenango hasta el departamento de San Marcos, a donde Pedro de Alvarado mandó al capitán Juan de León Cardona a someter la región con un ejército integrado por cincuenta soldados españoles y algunos tlascaltecas.
Algunos de los poblados de San Marcos se asentaron sobre pueblos prehispánicos ubicados en esas áreas, como en San Pedro Sacatepéquez, siendo este la primera cabecera del Departamento de  San Marcos. Otros fueron fundados, o reducidos durante la Colonia,  los cuales se mencionan en las crónicas de la época. Las comunidades de la costa y bocacosta surgieron con el auge cafetalero entre 1870 y 1920, cuando avanzó el empuje de esta tierra. 
La mayor parte del actual territorio de San Marcos perteneció al corregimiento de Quetzaltenango durante la colonia.  San Marcos, en el siglo xvi, se le conocía como «El Barrio» y se le levantó un templo donde funcionaría la Iglesia católica consagrada a San Marcos Evangelista, de donde el departamento tomó su nombre, por haber sido puesto bajo la advocación de San Marcos.  T.
Hasta el 12 de febrero de 1546, fecha en que se erigió la arquidiócesis de México por medio de la bula Super universæ orbis ecclesiæ, las diócesis de Chiapas y de Guatemala fueron sufragáneas de la archidiócesis de Sevilla. Desde ese momento quedaron como sufragáneas de México y entonces, el obispo Francisco Marroquín dividió la administración del valle central de Guatemala entre los frailes de la Orden de Predicadores y los franciscanos. El barrio —modernos departamentos de San Marcos y Huehuetenango— fueron asignados a los Mercedarios.

### Conventos mercedarios

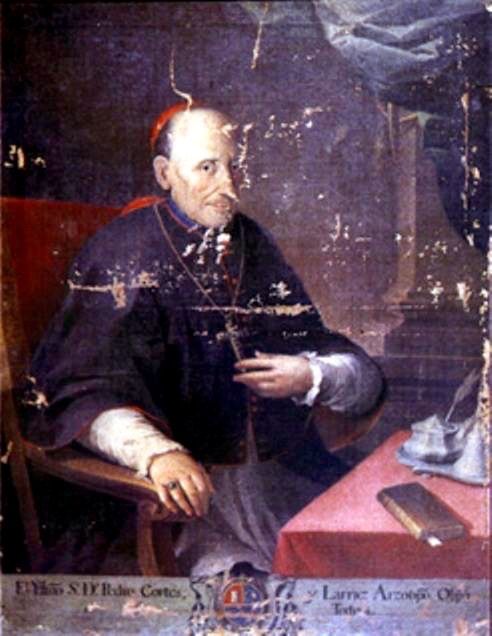
Retrato del obispo Pedro Cortés y Larraz, quien llegó a Tejutla en 1770.

La Villa de Tejutla, nombre oficial de la localidad, es tan antigua que cuando los conquistadores españoles llegaron a la región en 1524, era ya un poblado de gran importancia dentro de los poblados de raza mam, por su industria textil.  En 1540, el obispo de Guatemala Francisco Marroquín dividió la administración eclesiástica del valle central de Guatemala entre las tres órdenes regulares principales: dominicos, franciscanos y mercedarios;  estos últimos cambiaron sus curatos del valle por los dominicos tenían en la sierra de Huehuetenango y que incluían a Tejutla.
En 1690 Tejutla comprendía los modernos municipios de: Comitancillo, Ixchiguán, Concepción Tutuapa, Sipacapa, Sibinal, Tajumulco, Tacaná y parte de San Miguel Ixtahuacán. Según los escritos históricos de la Recordación Florida de Francisco Antonio de Fuentes y Guzmán, Tejutla pertenecía a la jurisdicción de Quetzaltenango y era «una tierra de bonanza y riqueza de climas y bosques agradables con suficiente agua».
La Corona española se enfocó en la catequización de los indígenas; las congregaciones fundadas por los misioneros reales en el Nuevo Mundo fueron llamadas «doctrinas de indios» o simplemente «doctrinas». Originalmente, los frailes tenían únicamente una misión temporal: enseñarle la fe católica a los indígenas, para luego dar paso a parroquias seculares como las establecidas en España; con este fin, los frailes debían haber enseñado los evangelios y el idioma español a los nativos. Ya cuando los indígenas estuvieran catequizados y hablaran español, podrían empezar a vivir en parroquias y a contribuir con el diezmo, como hacían los peninsulares.
Pero este plan nunca se llevó a cabo, principalmente porque la corona perdió el control de las órdenes regulares tan pronto como los miembros de estas se embarcaron para América; además, los indígenas nunca llegaron a entender el catolicismo correctamente porque los frailes no pudieron traducirlo apropiadamente a los complejos lenguajes indígenas. Por otra parte, protegidos por sus privilegios apostólicos para ayudar a la conversión de los indígenas, los misionares solamente atendieron a la autoridad de sus priores y provinciales, y no a la de las autoridades españolas ni a las de los obispos. Los provinciales de las órdenes, a su vez, únicamente rendían cuentas a los líderes de su orden y no a la corona; una vez habían establecido una doctrina, protegían sus intereses en ella, incluso en contra de los intereses del rey y de esta forma las doctrinas pasaron a ser pueblos de indios que se quedaron establecidos para todo el resto de la colonia.
Según la relación del obispo Juan de las Cabezas en 1613 y las actas de visita pastoral del arzobispo Pedro Cortés y Larraz en 1770, los  frailes mercedarios tenían a su cargo nueve doctrinas, y sus muchos anexos, que eran: Santa Ana de Malacatán, Concepción de Huehuetenango, San Pedro de Solomá, Nuestra Señora de la Purificación de Jacaltenango, Nuestra Señora de la Candelaria de Chiantla, San Andrés de Cuilco, Santiago de Tejutla, San Pedro de Zacatepeques, y San Juan de Ostuncalco.

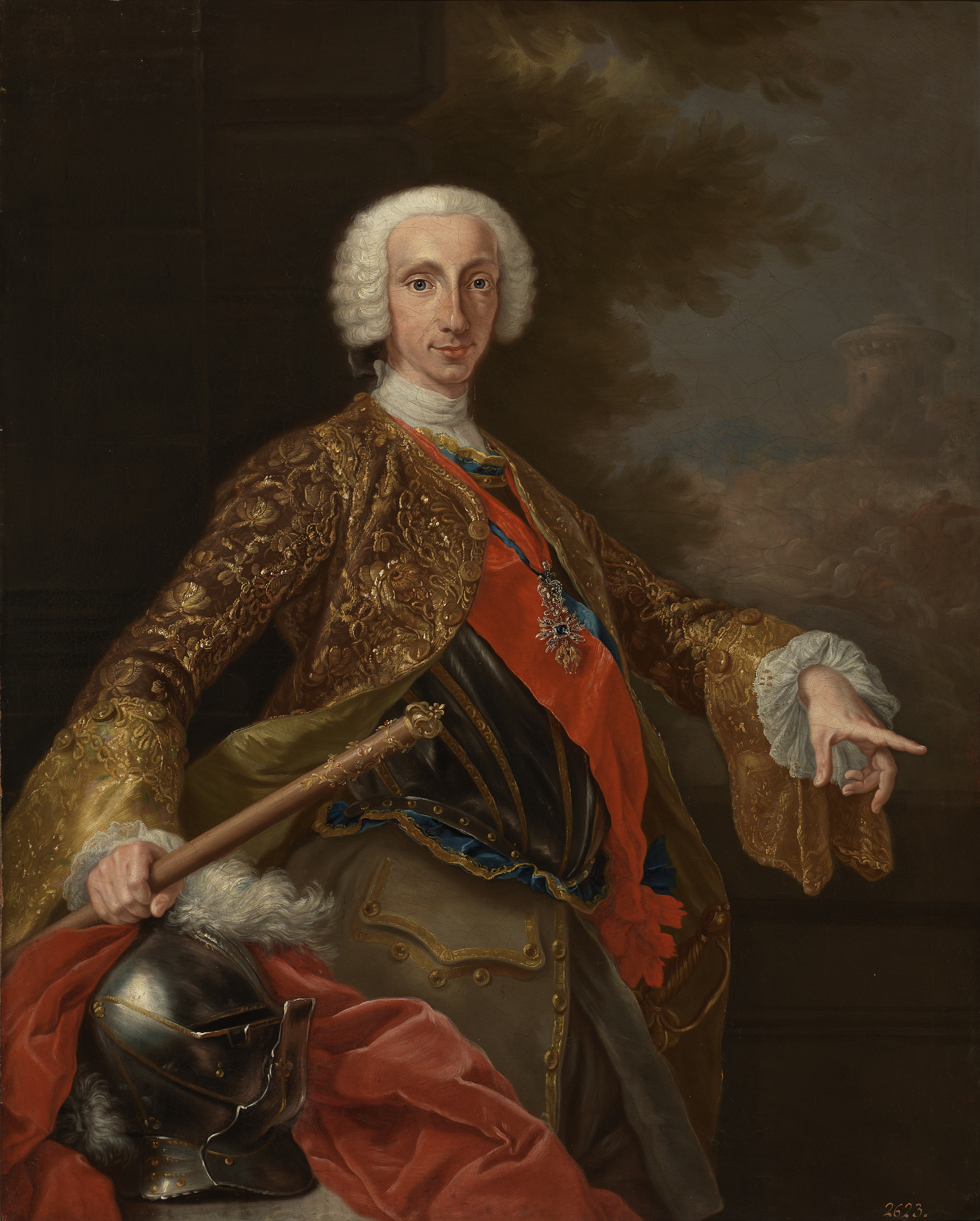
Rey Carlos III de España, promotor de las reformas borbónicas.

En 1754, en virtud de una Real Cédula parte de las Reformas Borbónicas, todos los curatos de las órdenes regulares fueron traspasados al clero secular. En 1765 se publicaron las reformas borbónicas de la Corona española, que pretendían recuperar el poder real sobre las colonias y aumentar la recaudación fiscal. Con estas reformas se crearon los estancos para controlar la producción de las bebidas embriagantes, el tabaco, la pólvora, los naipes y el patio de gallos. La real hacienda subastaba el estanco anualmente y un particular lo compraba, convirtiéndose así en el dueño del monopolio de cierto producto. Ese mismo año se crearon cuatro subdelegaciones de la Real Hacienda en San Salvador, Ciudad Real, Comayagua y León y la estructura político administrativa del Reino de Guatemala cambió a quince provincias:
Además de esta redistribución administrativa, la Corona española estableció una política tendiente a disminuir el poder de la Iglesia católica, el cual hasta ese momento era prácticamente absoluto sobre los vasallos españoles. La política de disminución de poder de la iglesia se basaba en la Ilustración y tenía seis puntos principales, entre los que destacaba una crítica al papel de la Iglesia dentro de la sociedad y de sus organismos derivados, sobre todo de las cofradías y hermandades. Los  mercedarios de  Guatemala entregaron sus doctrinas al clero secular, con casi treinta y tres mil indios de la sierra, todos bautizados e instruidos en la fe católica.

### Época independiente
El departamento de San Marcos formó parte del Sexto Estado de los Altos y de todos los intentos y movimientos para la formación del aquel Estado, que luego fracasó después de su segundo intento en 1840, que también frustrados por presidente Rafael Carrera y Turcios.  El 12 de septiembre de 1839, luego de la separación del Estado de Los Altos, el Estado de Guatemala se reorganizó en siete departamentos y dos distritos independientes: 
- Departamentos: Chimaltenango, Chiquimula, Escuintla, Guatemala, Mita, Sacatepéquez, y Verapaz
- Distritos: Izabal y Petén[25]

Aparte de los distritos independientes, hubo también distritos adscritos a los departamentos, como fue el caso de Amatitlán.  La diferencia entre los departamentos y los distritos independientes era que los departamentos fueron instituidos en donde había curatos y poblados definidos, mientras que los distritos lo fueron en las regiones más alejadas e inhóspitas del estado.  Los poblados fueron definidos utilizando el listado que generó el gobierno del Dr. Mariano Galvez en 1836 para implementar los fracasados juicios de jurados, y cada departamento estaba dividido en distritos menores para su mejor gobierno.
Tras la sangrienta recuperación del Estado de Los Altos por parte de Carrera, el 26 de febrero de 1840 los departamentos del mismo, Quetzaltenango y el barrio, se reintegraron al Estado de Guatemala a petición de los pobladores indígenas de las municipalidades fuera de Quetzaltenango.  Sin embargo, tras la salida de Carrera del poder en 1848, el Estado de Los Altos nuevamente se separó de Guatemala, pero cuando era inminente el retorno del caudillo conservador, el 8 de mayo de 1849 se firmó un convenio entre el general Mariano Paredes, presidente de la República de Guatemala y el general Agustín Guzmán en la ciudad de Antigua Guatemala para que los territorios separados se reincorporaron a la nación guatemalteca.
El 8 de mayo de 1866, el gobierno del mariscal Vicente Cerna y Cerna elevó a San Marcos a la categoría de departamento por el acuerdo que dice:
| Palacio de Gobierno Guatemala 8 de mayo de 1866, Habiendo tomado en consideración la solicitud hecha por la municipalidad de San Marcos, para que el distrito de este nombre fuese elevado al rango de departamento: atendiendo a que el nombre de distrito que llevan hasta el día de hoy algunas divisiones territoriales de la república, la que tuvo su origen en un sistema que ya no existe; y Considerando así mismo, que el régimen político militar, judicial y económico es actualmente uniforme en la república. El Presidente En uso de las facultades que le da el decreto del 9 de septiembre de 1839, tiene a bien acordar: -Que los territorios de San Marcos, Huehuetenango, Petén, Izabal y Amatitlán, que han conservado la denominación de distritos, se les dé en lo sucesivo la de departamento, debiendo en consecuencia sus autoridades tomar las mismas denominaciones que usan las de los otros departamentos de la república, sin que ninguno de ellos conserve dependencia de otro en su régimen político y administrativo. Comuníquese a quien corresponda y publíquese en la Gaceta Oficial. |

Para 1892 el departamento tenía 24 municipios.[cita requerida]

### Desastres naturales de 1902
Antes de 1902 el volcán había estado inactivo por al menos 500 años y posiblemente varios miles de años, pero su despertar fue claramente indicado por un enjambre sísmico en la región que comenzó en enero de 1902 y un fuerte terremoto destruyó la ciudad de Quetzaltenango el 18 de abril de 1902. La erupción comenzó el 24 de octubre y las explosiones más grandes ocurrieron durante los siguientes dos días, expulsando aproximadamente 5,5 km³ de magma. La erupción fue una de las más grandes del siglo xx, comparable en magnitud a la del monte Pinatubo en 1991.
La pumita formada en la erupción culminante cayó sobre un área de aproximadamente 273.000 km², y la ceniza volcánica fue detectada hasta en San Francisco, a más de 4.000 km de distancia. La erupción arrancó gran parte del flanco sudoeste del volcán, dejando un cráter de aproximadamente 1 km de diámetro y unos 300 m de profundidad que se extiendo desde justo debajo de la cima a una altitud de unos 2.300 m.
Por la nula actividad previa en el Santa María, los habitantes locales no reconocieron la sismicidad precedente como un signo de aviso de una erupción. Al menos cinco mil personas murieron como resultado de la propia erupción, y un brote posterior de malaria mató muchos más. La erupción del volcán lanzó una columna de material que alcanzó 28 km de altura y formó una nube obscura que cubrió la luz del sol durante varios días.  La erupción tardó treinta y seis horas y formó un gran cráter en el franco suroccidental de la montaña.  La región agrícola de San Marcos quedó devastada, y algunos poblados, como San Marcos (San Marcos) y San Pedro Sacatepéquez tuvieron que ser reconstruidos totalmente.

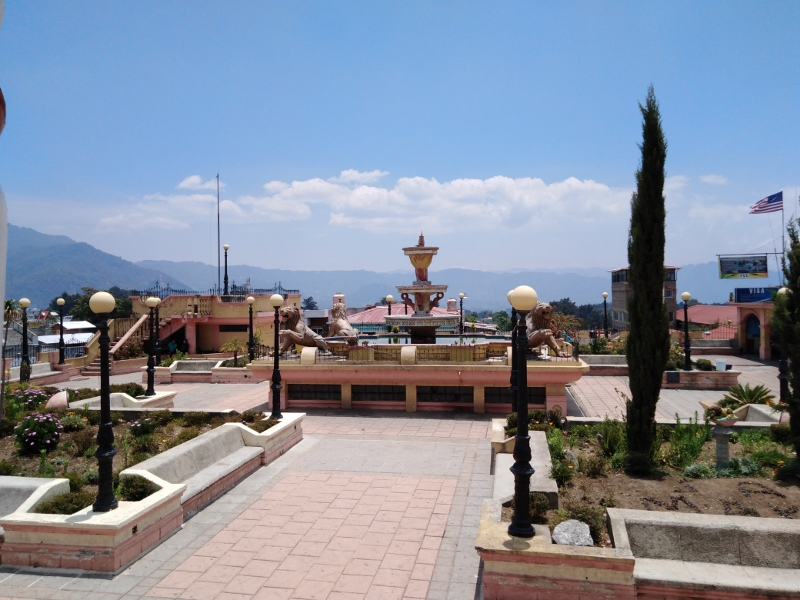

En ese mismo año, el gobierno del licenciado Manuel Estrada Cabrera había publicado la Demarcación Política de la República, y en ella se describía al departamento de San Marcos de la siguiente manera: «este departamento, cuya cabecera es la ciudad del mismo nombre, a 208 kilómetros de la capital de la República y a 56 kilómetros de la frontera mexicana, está clasificado entre los de la sección de Occidente.  Está limitado: al Norte, por el departamento de Huehuetenango; al Este por los de Totonicapán y Quezaltenango; al Sur por este mismo; y al Oeste por la provincia de Soconusco en México.  Este departamento es uno de los más ricos de la República, debido a la feracidad de los terrenos.  Su clima es muy variado y sus habitantes se dedican a la agricultura, principalmente al cultivo del café.  Las vías de comunicación más importantes son: la que de la ciudad cabecera conduce a Quetzaltenango, y de aquí a la capital; la que, partiendo de la misma cabecera va a la frontera de México y la que sale del Rodeo hasta el puerto de Champerico.».

### Terremoto de 2012

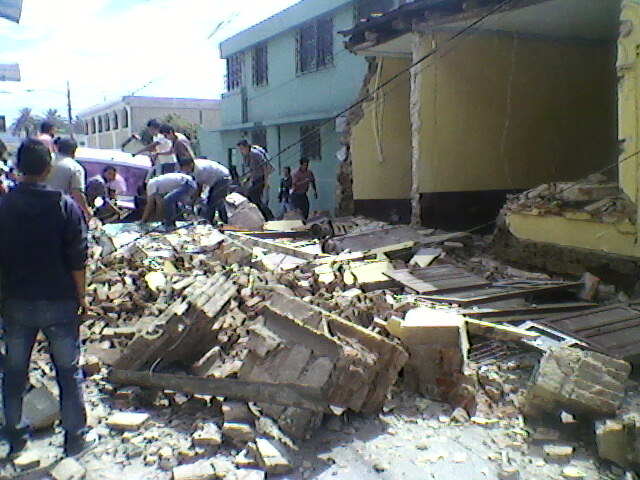
Terremoto de 2012 en San Marcos.

San Marcos fue el departamento de Guatemala que resultó con las mayores pérdidas materiales y humanas durante el terremoto de Guatemala del miércoles 7 de noviembre de 2012 a las 10:35:47 hora local (16:35:47 UTC), movimiento telúrico con una magnitud de 7.5 grados en la escala de Richter. La tragedia en el departamento dejó como cauda 30 muertos, más de diez mil personas damnificadas y cerca de dos mil viviendas demolidas, así como decenas de edificios con daños severos. Diez de las víctimas, todas de una sola familia, fallecieron soterradas en el municipio de San Cristóbal Cucho.[cita requerida]

## Cultura

### Idiomas
Se hablan los idiomas español; mam, excepto en cinco municipios de la costa sur: Ocós, La Blanca, Ayutla, Catarina y Malacatán; y el sipacapense, en el municipio de Sipacapa. También se habla el K´iche en los municipios de Ixhiguán y San José Ojetenám.

### Costumbres y tradiciones
Por Acuerdo Gubernativo del 16 de mayo de 1934, la feria titular de la cabecera departamental, conocida como Feria Departamental de Primavera, se celebra del 22 al 28 de abril; siendo el día principal el 25, fecha en que la Iglesia Católica conmemora a San Marcos Evangelista patrono del municipio y departamento.
En este departamento se celebran varias danzas folclóricas en honor a los santos patronos de cada municipio, y entre estos bailes están: La Paach, Venados, Toritos, La Conquista, Los Partideños, Los Tinacos, El Convite, Granada, Los Siete Pares de Francia, Los Doce Pares de Francia, De Mexicanos, etc.

### Trajes típicos
- En el departamento marquense son pocos los municipios que usan trajes típicos con colores vivos y llamativos, entre ellos está Comitancillo, que es un pequeño municipio donde se habla el idioma maya mam. El huipil de Comitancillo es de color rojo con líneas amarillas y blancas, colores que simbolizan el trabajo y el sacrificio que sus antepasados han hecho por el bienestar de sus futuras generaciones y la conservación de sus tradiciones. Dependiendo del gusto de quien lo usa, se hace en telar de cintura de forma artesanal. El corte es color negro y en ocasiones azul, siempre en color sólido. Su confección se realiza en telar de pie por artesanos de Totonicapán, que lo venden en Comitancillo.

- En San Pedro Sacatepéquez, el color del corte que se utiliza es único en todo el país y muy fácil de identificar. Es fabricado en telar de pie con finos hilos, en colores amarillo y verde, la faja para sostener el corte se hace con los mismos colores pero con más detalles decorativas. El huipil que completa el traje tiene mangas cortas y se produce de la misma manera que en otros lugares, siempre de forma manual en telar de cintura hecho por la misma persona que lo va a utilizar. Otro huipil se usa para días festivos y por integrantes de cofradías pero no tiene muchas diferencias, más que el tamaño, pues el segundo es más largo o se utiliza afuera del corte, al contrario del primero. También se utiliza un perraje sobre los hombros, este perraje es grande y tiene muchos usos además de lo decorativo por sus americanos

## Religión
| en San Marcos (2018)       | en San Marcos (2018)       | en San Marcos (2018) | en San Marcos (2018) | en San Marcos (2018) |
| -------------------------- | -------------------------- | -------------------- | -------------------- | -------------------- |
| Religión                   | Religión                   |                      | Porcentaje           | Porcentaje           |
| Católicos                  | Católicos                  |                      | 50 %                 | 50 %                 |
| Protestantes y Evangélicos | Protestantes y Evangélicos |                      | 36 %                 | 36 %                 |
| Sin Religión               | Sin Religión               |                      | 10 %                 | 10 %                 |
| Otras religiones           | Otras religiones           |                      | 2 %                  | 2 %                  |
| NR                         | NR                         |                      | 2 %                  | 2 %                  |

```
español
```

## Economía
La producción agrícola es muy variada de acuerdo a las alturas que tiene el departamento, razón por la cual se encuentran productos del altiplano como de la costa y bocacosta. Entre sus productos agrícolas se mencionan; maíz, fríjol, trigo, cebada, arroz, banano, plátano, caña de azúcar, cacao, etc.
En lo que respecta a producción pecuaria, aquí encontramos ganado vacuno, ovino, porcino y equino. Encontrándose por ende la elaboración de productos lácteos en algunos lugares. Algo que sobresale de esta actividad es la producción de lana, ya que San Marcos es el departamento que más la produce y la comercializan en los departamentos de Totonicapán y Quetzaltenango.

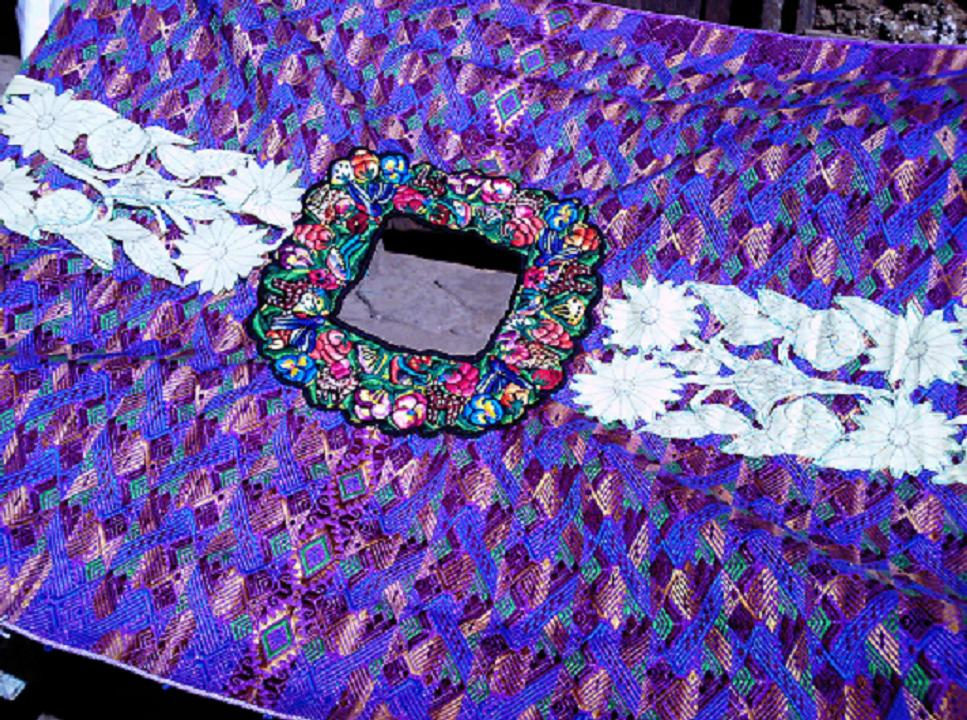
Güipil elaborado en San Pedro Sacatepéquez, San Marcos.

Este departamento se distingue por la producción de diversidad de artículos artesanales, entre los que tenemos: Muebles de madera, tejidos típicos de algodón, (güipiles, manteles, morrales, etc). En tres de los municipios del altiplano (Tacaná, Tajumulco e Ixchiguán), hacen tejidos de lana como ponchos o cobijas y bufandas. Los suéteres de lana tejidos en San Pedro Sacatepequez son reconocidos por su calidad en todo el país, así como los tejidos de punto, que se fabrican especialmente en las aldeas de San Isidro Chamac y Champollap.
En la elaboración de artesanías de cerámica se utiliza el torno, se queman en hornos que utilizan varias horas para su cocción. Entre las diversidades de piezas de cerámica que se producen están los jarros, porrones, candelabros, incensarios, comales, ollas, etc. Además se producen instrumentos musicales, máscara, cerería, artículos de cuero, pirotecnia, etc..
Es evidente también la "terciarización" de la economía del departamento marquense, con la cada vez mayor oferta de servicios: del transporte, comercio (almacenes, boutiques, librerías, papelerías, farmacias, zapaterías, repuestos automotrices, etc.), banca, seguros, informática, comunicaciones, educación, salud, restaurantes, cafeterías, ecoturismo, empresariales (asesorías, consultorías, capacitaciones, contabilidad, auditorías, elaboración y evaluación de proyectos, etc.)
En el departamento de San Marcos (del 100% de su población) tiene un 60.2% en pobreza o un 22% en pobreza extrema según datos del PNUD 2014. 

### Uso actual de la tierra
El departamento marquense, por tener un clima variado, y abarcar su extensión territorial desde las playas del Pacífico hasta las cumbres más altas de Centroamérica, posee un uso de la tierra capacitado para la siembra de una gran variedad de cultivos, como: maíz, frijol, arroz, banano, cacao, caña de azúcar, tabaco y café, en la costa y bocacosta; papa, trigo, avena, cebada, manzana, durazno, cereza, melocotón y hortalizas, en el altiplano. Así también para la producción forestal y la floricultura; crianza de ganado vacuno, ovino, porcino y equino; la avicultura y apicultura. Por ejemplo, en Sisiltepeque, en la bocacosta, se cultiva café, caña de azúcar y otros cultivos.[cita requerida]

### Capacidad productiva de la tierra
Para evidenciar con que capacidad productiva de terreno se cuenta en este departamento, en Guatemala de acuerdo con el Departamento de Agricultura de los Estados Unidos, existen 8 clases de clasificación de capacidad productiva de la tierra, en función de los efectos combinados del clima y las características permanentes del suelo. De esta 8 clases agrológicas la I, II, III Y IV son adecuadas para cultivos agrícolas con prácticas culturales específicas de uso y manejo; las clases V, VI, y VII pueden dedicarse a cultivos perennes, específicamente bosques naturales o plantados; en tanto que la clase VIII se considera apta sólo para parques nacionales, recreación y para la protección del suelo y la vida silvestre.
En este departamento en la parte Este, Norte y Oeste los niveles que más sobresalen son los niveles VI, VII y VIII que son tierras no cultivables y aptas para el trabajo forestal. En la parte Sur del departamento hay predominio de los niveles I, II, y III, especialmente en la costa y bocacosta, que son tierras aptas para todo cultivo con poca o ninguna dificultad para la siembra, y mejor si se le aplica sistemas de riego, pues este terreno está capacitado para trabajo intensivo de manejo.[cita requerida]

## Atractivos turísticos

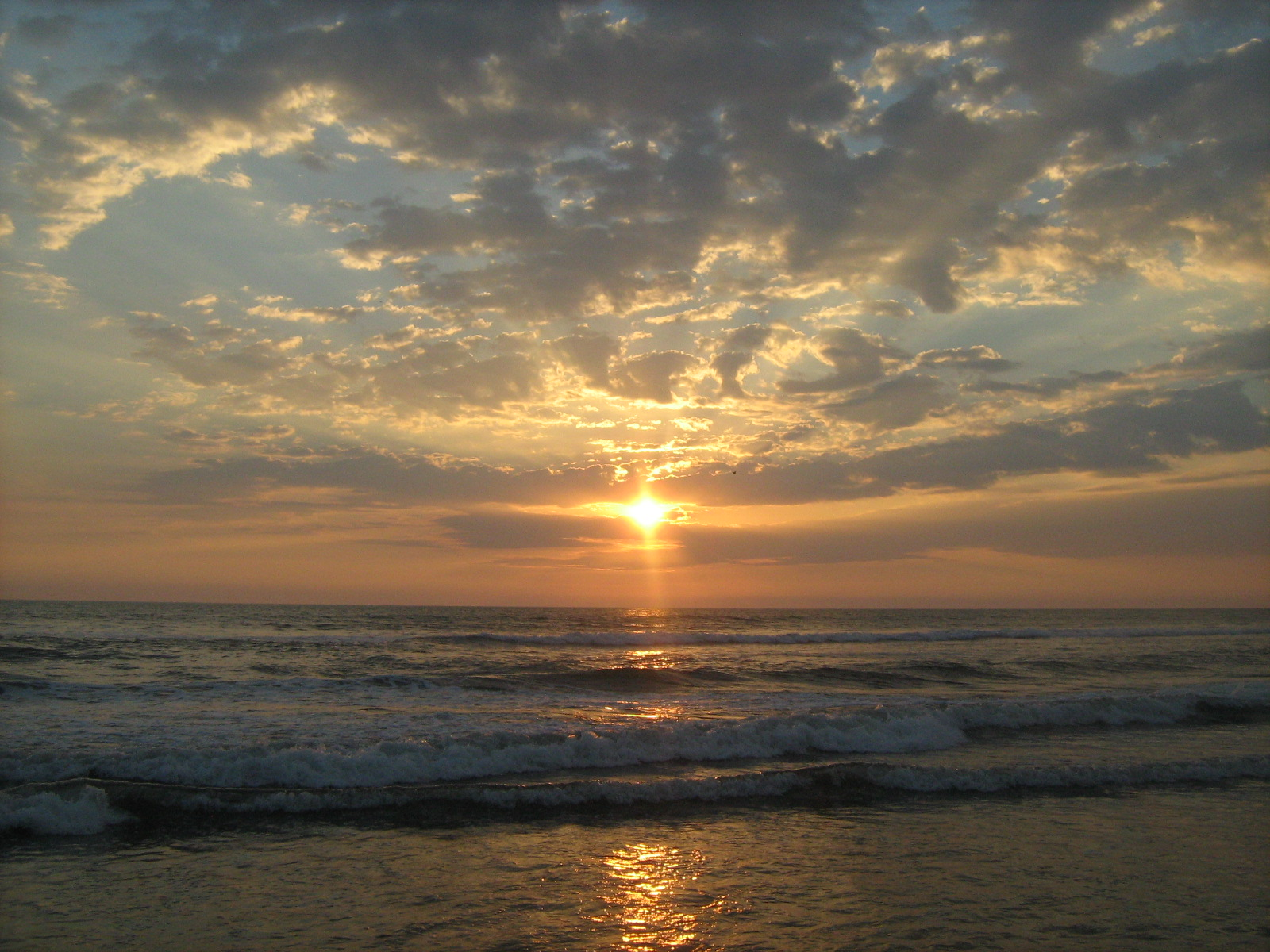
Atardecer en la playa de Tilapa, La Blanca, San Marcos.

Las playas a orillas del océano Pacífico en los municipios de Ocós y Tilapa, son visitadas por turistas nacionales y extranjeros, especialmente durante Semana Santa y las fiestas de fin de año. En Tejutla se conocen diversos sitios en los que se realiza senderismo en sus diversas montañas. Son también conocidos los distintos balnearios que se encuentran en el departamento, como los baños de Agua Tibia en San Pedro Sacatepéquez, en San Rafael Piè de la Cuesta, San Pablo y Malacatàn.
Actualmente se impulsa el turismo de aventura y ecoturismo en los ascensos a los volcanes Tajumulco (el más alto de Centroamérica) y Tacaná (fronterizo con México). 
En su aspecto arqueológico cuenta con gran cantidad de sitios de interés, tanto de la época precolombina como de los primeros poblados coloniales, en los municipios del altiplano, entre ellos resalta el municipio de Tejutla con sus edificaciones coloniales y quedando algunas ruinas de iglesias que posteriormente fueron trasladadas.
Su patrimonio arquitectónico está integrado por templos coloniales y objetos de valor de Justo Rufino Barrios en el municipio de San Lorenzo y algunos edificios públicos que aún guardan su estilo neoclásico de finales del siglo XIX y comienzos del siglo XX.

## Deportes
El Club Deportivo Marquense es su máximo representante en la Liga Nacional de Fútbol; resaltando en su palmarés dos subcampeonatos de liga, en torneos cortos, (2006 y 2007), y un tercer lugar (2007) en la desaparecida Copa UNCAF, torneo regional de fútbol donde competían los equipos campeones y subcampeones de los países centroamericanos.
El Deportivo Malacateco es un club de fútbol de Guatemala con sede en Malacatán, San Marcos. El club fue fundado el 8 de septiembre de 1962, actualmente juega en la Liga Nacional. Disputa sus partidos como local en el estadio Santa Lucía.
El Deportivo San Pedro es un club de fútbol de Guatemala con sede en San Pedro Sacatepéquez, San Marcos. El club fue fundado el 8 de septiembre de 1962, actualmente juega en la primera división de Ascenso. Disputa sus partidos como local en el estadio municipal Sampedrano.